# Óriás bokrosgomba
Az óriás bokrosgomba vagy óriás likacsosgomba (Meripilus giganteus) az Agaricomycetes osztályának taplóalkatúak (Polyporales) rendjébe, ezen belül a Meripilaceae családba tartozó faj.
A Meripilus gombanemzetség típusfaja.

## Előfordulása
Az óriás bokrosgomba  főleg Brit-szigeteken gyakori, Skóciát kivéve, ahol ritkább. Európa nagy részén is előfordul. Észak-Amerikában a rá hasonló, közeli rokona, a Meripilus sumstinei helyettesíti.

## Megjelenése
A termőteste általában 10-30 centiméteres, de néha 50-80 centiméteres is megnőhet; ritkán az 1 métert is meghaladja. 1-3 centiméter vastag. Ezt a gombafajt nagyon nehéz azonosítani, mert úgy színben, mint alakban igen változatos. A színét és alakját, növekedése során többször is változtatja. A kifejlett példány, ha tere van, akkor csokros vagy káposztaszerű megjelenést vesz fel. A színe a fehérestől és piszkos-sárgától a világosbarnáig és szürkéig változik. A megsebesített részei sötétbarnává vagy feketévé válnak. A tönkje nagyon rövid, csak 4-6 milliméteres. A fehér spóra ovális vagy ellipszis alakú, és 5-6,5 x 4,5-6 µm méretű.

## Életmódja
Kidőlt és élő lombhullató fákon, főleg bükkfákon nő. Mivel élő fákra is rátelepszik, élősködőnek számít. Amikor több nedvességhez jut, mint kéne, akkor a termőtestének alulsó likacsaiból cseppeket bocsát ki.

## Szaporodása
A Brit-szigeteken késő júniustól késő szeptemberig bocsátja ki spóráit.

## Képek

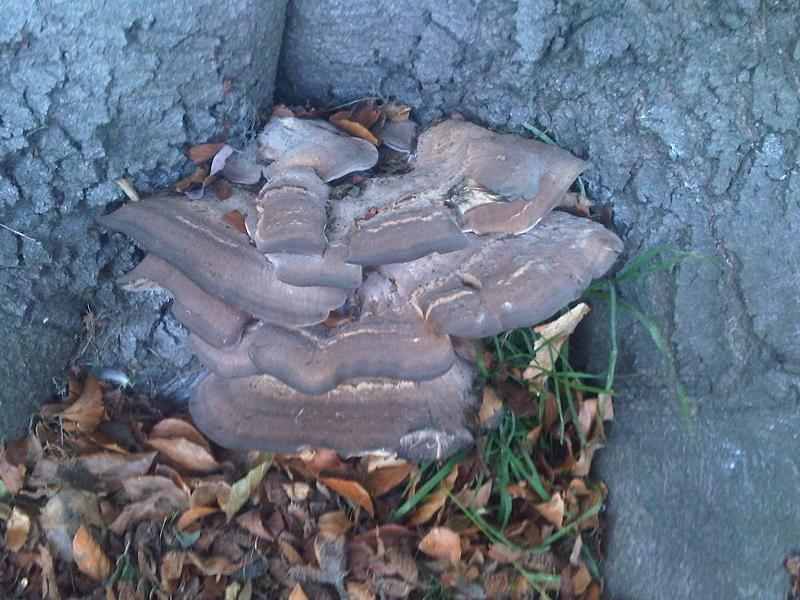
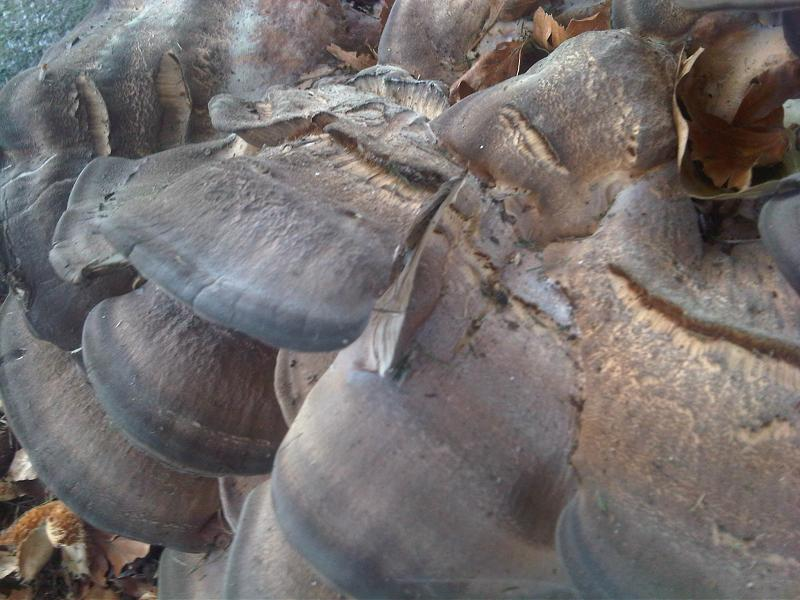
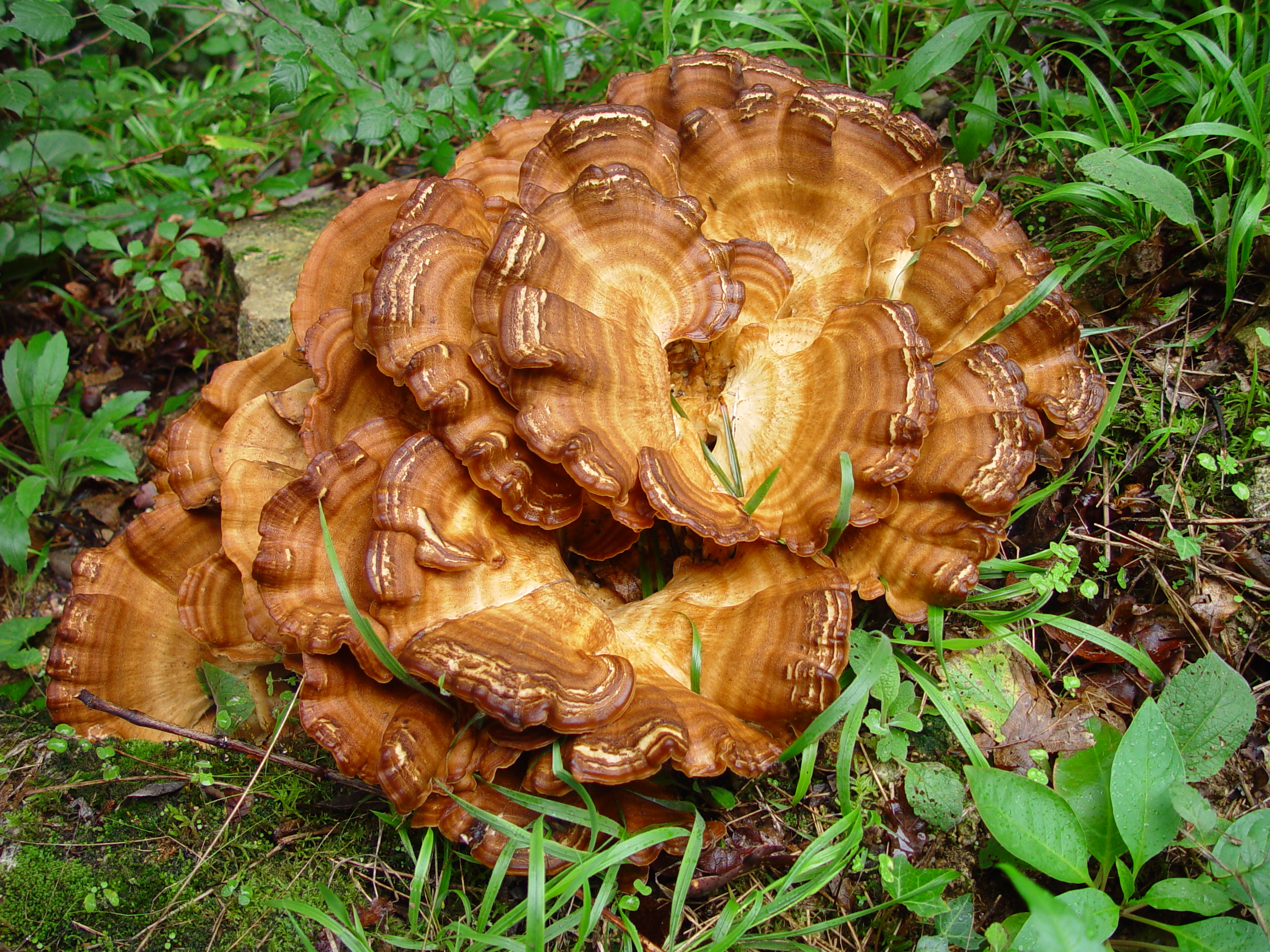
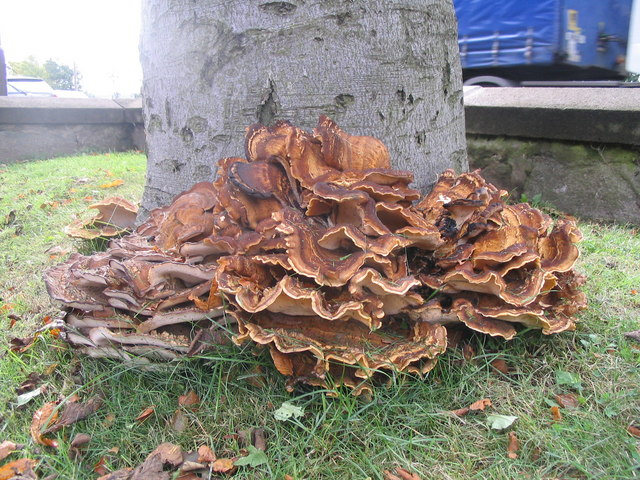